# Uno para todos
Uno para todos es el segundo DVD de la banda uruguaya La Vela Puerca. La caja trae un DVD y dos discos de audio.

## DVD
El DVD consta de tres partes (dirigidas por Agustín Ferrando Trenchi):

### Documental
"Uno Para Todos" es el emotivo concierto de La Vela Puerca grabado durante las tres presentaciones de la banda en el estadio Luna Park de Buenos Aires a fines de agosto de 2013.
Sin dudas el mejor registro de la potencia de La Vela en vivo y la interacción con su público.
Dirigido por Agustín Ferrando Trenchi.
Extras Documental
Extra: El chancho alemán en el Luna Park
Extra: Manolo. La historia del ascenso
Lista de temas
1. Intro
2. Sobre La Sien
3. Y Así Vivir
4. Todo El Karma
5. La Teoría
6. Se Despierta
7. Polidoro
8. Zafar
9. Caridad
10. La Hiedra
11. De Amar
12. Los Reyes De Los Buzones
13. La Sin Razón
14. En El Limbo
15. Se Adonde Quiere Ir
16. Dice
17. Pedro
18. Común Cangrejo
19. Va A Escampar
20. De Tal Palo Tal Astilla
21. Vuelan Palos
22. Potosí
23. Llenos De Magia
24. Por La Ciudad
25. Para No Verme Más
26. El Profeta

## Discos de audio
Además del DVD, la caja trae dos discos de audio